# Oliver Hughes (bankier)
Oliver Charles Hughes (ros. Оливер Чарлз Хьюз; ur. 27 czerwca 1970 w Folkestone) – brytyjski przedsiębiorca i bankier, prezes zarządu w Tinkoff Bank. W 1992 roku ukończył studia na Uniwersytecie Sussex, a w 1998 podjął pracę w organizacji VISA International, gdzie z początku był zatrudniony jako menedżer, następnie zaś został Wiceprezydentem przedstawicielstwa firmy VISA w Rosji. Od roku 2007 kieruje bankiem Tinkoff Credit Systems (obecnie Tinkoff Bank). Obok ojczystego języka angielskiego, Oliver Hughes swobodnie rozmawia po francusku i po rosyjsku.